# Issam Al-Sabhi
Issam Abdallah Saif Al-Sabhi (in arabo عصام الصبحي‎?; Al-Ghubra, 1º maggio 1997) è un calciatore omanita, attaccante dell'Al-Shabab e della Nazionale omanita.

## Carriera

### Club
Ha iniziato la propria carriera nelle file dell'Al-Shabab. Nel 2019 è passato all'Al-Rustaq. L'anno successivo è passato all'Al-Suwaiq. Il 2 febbraio 2022 si è trasferito in Arabia Saudita, all'Al-Okhdood. Il 1º agosto 2022 è tornato all'Al-Suwaiq. Il 22 luglio 2023 si è trasferito all'Al-Nahda. Il 29 luglio 2024 è stato annunciato il suo trasferimento all'Al-Shabab.

### Nazionale
Ha debuttato in Nazionale il 15 ottobre 2019, in Qatar-Oman (2-1), subentrando ad Abdulaziz Al-Muqbali al minuto 80. Ha messo a segno la sua prima rete con la selezione omanita il 2 settembre 2021, in Giappone-Oman (0-1), siglando l'unico gol dell'incontro al minuto 88. Ha partecipato, con la selezione omanita, alla Coppa araba FIFA 2021, alla Coppa del Golfo 2023, alla CAFA Nations Cup 2023 e alla Coppa d'Asia 2023. È sceso in campo, inoltre, nelle qualificazioni ai Mondiali 2022 e 2026.

## Statistiche

### Cronologia presenze e reti in nazionale
Statistiche aggiornate al 9 dicembre 2024.

| Cronologia completa delle presenze e delle reti in nazionale ― Oman | Cronologia completa delle presenze e delle reti in nazionale ― Oman | Cronologia completa delle presenze e delle reti in nazionale ― Oman | Cronologia completa delle presenze e delle reti in nazionale ― Oman | Cronologia completa delle presenze e delle reti in nazionale ― Oman | Cronologia completa delle presenze e delle reti in nazionale ― Oman | Cronologia completa delle presenze e delle reti in nazionale ― Oman | Cronologia completa delle presenze e delle reti in nazionale ― Oman |
| Data                                                                | Città                                                               | In casa                                                             | Risultato                                                           | Ospiti                                                              | Competizione                                                        | Reti                                                                | Note                                                                |
| ------------------------------------------------------------------- | ------------------------------------------------------------------- | ------------------------------------------------------------------- | ------------------------------------------------------------------- | ------------------------------------------------------------------- | ------------------------------------------------------------------- | ------------------------------------------------------------------- | ------------------------------------------------------------------- |
| 15-10-2019                                                          | Doha                                                                | Qatar                                                               | 2 – 1                                                               | Oman                                                                | Qual. Mondiali 2022                                                 | -                                                                   | 80’                                                                 |
| 25-3-2021                                                           | Dubai                                                               | Oman                                                                | 1 – 1                                                               | India                                                               | Amichevole                                                          | -                                                                   | 64’                                                                 |
| 25-5-2021                                                           | Dubai                                                               | Oman                                                                | 1 – 0                                                               | Thailandia                                                          | Amichevole                                                          | -                                                                   | 62’                                                                 |
| 7-6-2021                                                            | Doha                                                                | Qatar                                                               | 1 – 0                                                               | Oman                                                                | Qual. Mondiali 2022                                                 | -                                                                   | 72’                                                                 |
| 2-9-2021                                                            | Suita                                                               | Giappone                                                            | 0 – 1                                                               | Oman                                                                | Qual. Mondiali 2022                                                 | 1                                                                   | 84’                                                                 |
| 7-9-2021                                                            | Mascate                                                             | Oman                                                                | 0 – 1                                                               | Arabia Saudita                                                      | Qual. Mondiali 2022                                                 | -                                                                   | 67’                                                                 |
| 26-9-2021                                                           | Doha                                                                | Oman                                                                | 7 – 2                                                               | Nepal                                                               | Amichevole                                                          | 1                                                                   | 46’                                                                 |
| 7-10-2021                                                           | Doha                                                                | Australia                                                           | 3 – 1                                                               | Oman                                                                | Qual. Mondiali 2022                                                 | -                                                                   | 66’                                                                 |
| 12-10-2021                                                          | Mascate                                                             | Oman                                                                | 3 – 1                                                               | Vietnam                                                             | Qual. Mondiali 2022                                                 | 1                                                                   | 79’                                                                 |
| 11-11-2021                                                          | Sharjah                                                             | Cina                                                                | 1 – 1                                                               | Oman                                                                | Qual. Mondiali 2022                                                 | -                                                                   | 90+3’                                                               |
| 16-11-2021                                                          | Mascate                                                             | Oman                                                                | 0 – 1                                                               | Giappone                                                            | Qual. Mondiali 2022                                                 | -                                                                   | 34’                                                                 |
| 30-11-2021                                                          | Al Wakrah                                                           | Iraq                                                                | 1 – 1                                                               | Oman                                                                | Coppa araba FIFA 2021 - Gironi                                      | -                                                                   | 61’                                                                 |
| 3-12-2021                                                           | Al Rayyan                                                           | Qatar                                                               | 2 – 1                                                               | Oman                                                                | Coppa araba FIFA 2021 - Gironi                                      | -                                                                   | 57’                                                                 |
| 6-12-2021                                                           | Al Rayyan                                                           | Oman                                                                | 3 – 0                                                               | Bahrein                                                             | Coppa araba FIFA 2021 - Gironi                                      | -                                                                   | 73’                                                                 |
| 10-12-2021                                                          | Al Rayyan                                                           | Tunisia                                                             | 2 – 1                                                               | Oman                                                                | Coppa araba FIFA 2021 - Quarti di finale                            | -                                                                   | 58’                                                                 |
| 3-6-2022                                                            | Doha                                                                | Oman                                                                | 2 – 0                                                               | Nepal                                                               | Amichevole                                                          | 1                                                                   | 46’                                                                 |
| 9-6-2022                                                            | Al Rayyan                                                           | Oman                                                                | 0 – 0                                                               | Nuova Zelanda                                                       | Amichevole                                                          | -                                                                   | 46’                                                                 |
| 23-9-2022                                                           | Amman                                                               | Iraq                                                                | 1 – 1 (3 - 4 dtr)                                                   | Oman                                                                | Amichevole                                                          | -                                                                   | 37’                                                                 |
| 26-9-2022                                                           | Amman                                                               | Giordania                                                           | 1 – 0                                                               | Oman                                                                | Amichevole                                                          | -                                                                   |                                                                     |
| 16-11-2022                                                          | Mascate                                                             | Oman                                                                | 0 – 1                                                               | Germania                                                            | Amichevole                                                          | -                                                                   | 61’                                                                 |
| 20-11-2022                                                          | Al Ain                                                              | Oman                                                                | 2 – 0                                                               | Bielorussia                                                         | Amichevole                                                          | 1                                                                   | 43’                                                                 |
| 23-12-2022                                                          | Dubai                                                               | Oman                                                                | 2 – 1                                                               | Siria                                                               | Amichevole                                                          | 1                                                                   |                                                                     |
| 30-12-2022                                                          | Dubai                                                               | Siria                                                               | 0 – 1                                                               | Oman                                                                | Amichevole                                                          | -                                                                   |                                                                     |
| 6-1-2023                                                            | Basra                                                               | Iraq                                                                | 0 – 0                                                               | Oman                                                                | Coppa del Golfo 2023 - Gironi                                       | -                                                                   |                                                                     |
| 9-1-2023                                                            | Basra                                                               | Oman                                                                | 3 – 2                                                               | Yemen                                                               | Coppa del Golfo 2023 - Gironi                                       | 1                                                                   | 75’                                                                 |
| 12-1-2023                                                           | Basra                                                               | Arabia Saudita                                                      | 1 – 2                                                               | Oman                                                                | Coppa del Golfo 2023 - Gironi                                       | -                                                                   | 90’                                                                 |
| 16-1-2023                                                           | Basra                                                               | Bahrein                                                             | 0 – 1                                                               | Oman                                                                | Coppa del Golfo 2023 - Semifinali                                   | -                                                                   | 85’ 90+6’                                                           |
| 19-1-2023                                                           | Basra                                                               | Iraq                                                                | 3 – 2 dts                                                           | Oman                                                                | Coppa del Golfo 2023 - Finale                                       | -                                                                   | 90+5’                                                               |
| 27-3-2023                                                           | Mascate                                                             | Oman                                                                | 2 – 0                                                               | Libano                                                              | Amichevole                                                          | 2                                                                   | 90+1’                                                               |
| 11-6-2023                                                           | Tashkent                                                            | Uzbekistan                                                          | 3 – 0                                                               | Oman                                                                | CAFA Nations Cup 2023 - Gironi                                      | -                                                                   | 65’                                                                 |
| 14-6-2023                                                           | Tashkent                                                            | Oman                                                                | 1 – 1                                                               | Tagikistan                                                          | CAFA Nations Cup 2023 - Gironi                                      | -                                                                   | 46’                                                                 |
| 17-6-2023                                                           | Tashkent                                                            | Turkmenistan                                                        | 0 – 2                                                               | Oman                                                                | CAFA Nations Cup 2023 - Gironi                                      | 1                                                                   | 73’                                                                 |
| 20-6-2023                                                           | Tashkent                                                            | Kirghizistan                                                        | 0 – 1                                                               | Oman                                                                | CAFA Nations Cup 2023 - Finale 3º posto                             | -                                                                   | 46’                                                                 |
| 6-9-2023                                                            | Mascate                                                             | Oman                                                                | 2 – 1                                                               | Palestina                                                           | Amichevole                                                          | -                                                                   |                                                                     |
| 12-9-2023                                                           | Saint Paul                                                          | Stati Uniti                                                         | 4 – 0                                                               | Oman                                                                | Amichevole                                                          | -                                                                   |                                                                     |
| 16-11-2023                                                          | Mascate                                                             | Oman                                                                | 3 – 0                                                               | Taiwan                                                              | Qual. Mondiali 2026                                                 | -                                                                   |                                                                     |
| 21-11-2023                                                          | Bishkek                                                             | Kirghizistan                                                        | 1 – 0                                                               | Oman                                                                | Qual. Mondiali 2026                                                 | -                                                                   | 17’                                                                 |
| 29-12-2023                                                          | Abu Dhabi                                                           | Cina                                                                | 0 – 2                                                               | Oman                                                                | Amichevole                                                          | -                                                                   | 46’                                                                 |
| 6-1-2024                                                            | Abu Dhabi                                                           | Emirati Arabi Uniti                                                 | 0 – 1                                                               | Oman                                                                | Amichevole                                                          | -                                                                   | 69’                                                                 |
| 16-1-2024                                                           | Doha                                                                | Arabia Saudita                                                      | 2 – 1                                                               | Oman                                                                | Coppa d'Asia 2023 - Gironi                                          | -                                                                   | 46’                                                                 |
| 21-1-2024                                                           | Doha                                                                | Oman                                                                | 0 – 0                                                               | Thailandia                                                          | Coppa d'Asia 2023 - Gironi                                          | -                                                                   | 81’                                                                 |
| 25-1-2024                                                           | Doha                                                                | Kirghizistan                                                        | 1 – 1                                                               | Oman                                                                | Coppa d'Asia 2023 - Gironi                                          | -                                                                   | 67’                                                                 |
| 21-3-2024                                                           | Mascate                                                             | Oman                                                                | 2 – 0                                                               | Malaysia                                                            | Qual. Mondiali 2026                                                 | 1                                                                   | 69’ 79’                                                             |
| 6-6-2024                                                            | Taipei                                                              | Taiwan                                                              | 0 – 3                                                               | Oman                                                                | Qual. Mondiali 2026                                                 | -                                                                   | 69’                                                                 |
| 11-6-2024                                                           | Mascate                                                             | Oman                                                                | 1 – 1                                                               | Kirghizistan                                                        | Qual. Mondiali 2026                                                 | -                                                                   | 58’                                                                 |
| 5-9-2024                                                            | Basra                                                               | Iraq                                                                | 1 – 0                                                               | Oman                                                                | Qual. Mondiali 2026                                                 | -                                                                   | 46’                                                                 |
| 10-9-2024                                                           | Mascate                                                             | Oman                                                                | 1 – 3                                                               | Corea del Sud                                                       | Qual. Mondiali 2026                                                 | -                                                                   | 79’                                                                 |
| 10-10-2024                                                          | Mascate                                                             | Oman                                                                | 4 – 0                                                               | Kuwait                                                              | Qual. Mondiali 2026                                                 | -                                                                   | 70’                                                                 |
| 14-11-2024                                                          | Mascate                                                             | Oman                                                                | 1 – 0                                                               | Palestina                                                           | Qual. Mondiali 2026                                                 | -                                                                   | 73’                                                                 |
| 19-11-2024                                                          | Mascate                                                             | Oman                                                                | 0 – 1                                                               | Iraq                                                                | Qual. Mondiali 2026                                                 | -                                                                   | 65’                                                                 |
| Totale                                                              |                                                                     | Presenze                                                            | 50                                                                  |                                                                     | Reti                                                                | 11                                                                  |                                                                     |

## Palmarès

### Club

#### Competizioni nazionali
- Oman Professional League Cup: 1

Al-Shabab: 2017-2018